# فابيانا برافو
فابيانا برافو (بالإسبانية: Fabiana Bravo)‏ هي مغنية أوبرا ومغنية أرجنتينية، ولدت في 1969.